# Lurewala
Lurewala was een stad van de Indusbeschaving met mogelijk een bevolking van zo'n 35.000. Dit is gebaseerd op de oppervlakte van zo'n 82 ha, vergelijkbaar met Mohenjodaro. Het aardewerk dat hier is gevonden, is van de Cemetery-H-cultuur, waarbij drie types worden onderscheiden.